# María Teresa Castells Arteche
María Teresa Castells Arteche (Busturia, Biscaia, 1935 - Sant Sebastià, Guipúscoa, 10 de setembre de 2017) va ser una llibretera basca coneguda per la seva lluita cultural contra el franquisme i el terrorisme d'Euskadi Ta Askatasuna (ETA), els quals va sofrir durant dècades, sent amenaçada i atacada la seva Llibreria Lagun, situada a la ciutat de Sant Sebastià, en desenes d'ocasions. El seu propi espòs, José Ramón Recalde, que compartia la seva lluita en defensa de les llibertats, va ser disparat en un atemptat etarra el 14 de setembre de 2000 al qual va sobreviure.

## Biografia
Castells va néixer a 1935, un any abans del començament de la guerra civil espanyola. Era filla del notari valencià Miguel Castells Adriaensens (1904-1987) i la basca María Isabel Arteche. La seva família residia a la capital guipuscoana des de la seva infància, des de l'any 1944. Un dels seus germans és el polític Miguel Castells (1931).
Des de petita va sentir un gran interès per la lectura i es va interessar per les novetats literàries, sent més tard una gran defensora i divulgadora del basc.

## Llibreria Lagun
El 1968, encara durant el franquisme, Castells va fundar la llibreria "Lagun" ("amic o amiga" en basc), juntament amb el seu marit José Ramón Recalde i Ignacio Latierro. El conegut establiment estava a punt de complir 50 anys d'existència en el moment de la defunció de María Teresa.
La llibreria, la més atacada d'Europa segons el jutge Joan Cremades, es va fer tristament coneguda després de sofrir repetides amenaces i atacs, tant durant el règim de Franco, per afins a aquest, com per l'esquerra abertzale nacionalista basca durant la democràcia, ideologies curiosament completament contràries.
Després d'un d'aquests atacs, danyada amb còctels molotov, la botiga va preferir desplaçar-se des de la seva ubicació en el casc vell de la ciutat a una zona més tranquil·la, encara que tampoc així es va deslliurar dels atacs.
Davant aquesta mena de situacions, María Teresa també va rebre el suport de gran nombre dels veïns de la seva ciutat.
Per la seva part María Teresa sempre va ser una defensora de les seves arrels i de la llibertat en el sentit més ampli de la paraula, organitzant en el seu establiment cultural tertúlies i actes de diversa índole, la major part d'ells relacionats amb la cultura basca.
En els primers anys d'existència de la llibreria va arribar a estar detinguda per la seva activitat, ja que en la zona posterior venia llibres prohibits pel règim franquista i organitzava reunions polítiques, sent a més visitada per gent que es traslladava especialment a aquest efecte fins i tot des de França, com Pierre Vilar o Manuel Tuñón de Lara
Lagun va rebre en 2020 el premi de Drets Humans de la Fundació Enrique Ruano.

## Homenatges i reconeixements
- Medalla d'Or al Mèrit Ciutadà de la ciutat de Sant Sebastià (2002)[11][12]
- Medalla d'Or al Mèrit en el Treball (2007)[13][14][15]
- Premi Ramón Rubial (2016)[16][17]